# Meiostemon humbertii
Meiostemon humbertii là một loài thực vật có hoa trong họ Trâm bầu. Loài này được (H. Perrier) Exell & Stace mô tả khoa học đầu tiên năm 1966.